# VfL Osnabrück
VfL Osnabrück is een Duitse voetbalclub uit Osnabrück in de deelstaat Nedersaksen. VfL Osnabrück komt uit in de 3. Liga (seizoen 2022/23). De club werd in 1899 opgericht als FC Osnabrück en na enkele fusies ontstond in 1924 het huidige VfL Osnabrück.

## Geschiedenis

### Voorgangers
De club werd opgericht op 17 april 1899 na een fusie van de amateurclubs Antipodia Osnabrück en Minerva Osnabrück. In 1900 speelde de club een eerste wedstrijd tegen FC Brema Bremen (1:1). In 1906 speelde de club zelfs een internationale wedstrijd tegen het Nederlandse Tubantia Hengelo.
De club sloot zich aan bij de West-Duitse voetbalbond en ging spelen in de competitie van Ravensberg-Lippe. FC 1899 was niet opgewassen tegen de sterkere stadsrivalen FC Teutonia, FC Olympia en BV 05. Na 1911 ging de club in de Westfaalse competitie spelen. In 1920 fuseerde de club met Osnabrücker BV 05 en werd zo BV Osnabrück 1899. Rivalen Teutonia en Olympia waren zelf al gefuseerd tot SuS Osnabrück en in 1924 fuseerde BV Osnabrück 1899 met SuS Osnabrück tot het huidige VfL Osnabrück. In 1925 verlieten enkele spelers de club om SC Rapid (naar voorbeeld van Rapid Wien) te vormen. Dertien jaar later hield Rapid op te bestaan.

### VfL Osnabrück
In het eerste seizoen van de fusieclub werd de club samen met 1. FC Arminia 1905 Bielefeld eerste en verloor de beslissende wedstrijd om de titel met 4:1. De club mocht wel naar de West-Duitse eindronde en verloor meteen van Duisburger FV 08. Ook het volgende seizoen mocht de club als vicekampioen naar de eindronde, maar kon ook nu geen potten breken. Hierna werd de competitie in twee reeksen verdeeld en VfL eindigde in de middenmoot en flirtte zelfs even met degradatie. Na het seizoen 1928/29 werden beide reeksen weer samengevoegd en enkel de top vier plaatste zich. Met een tweede plaats achter SpVgg Herten 07 kwalificeerde de club zich. Na een derde plaats werd de competitie opnieuw gesplitst en in 1930/31 werd de club laatste op tien clubs, maar degradeerde niet omdat de competitie nog uitgebreid werd naar elf clubs. Het volgende seizoen werd VfL slechts voorlaatste.
Ook in 1932/33 werd de club voorlaatste. Doordat de NSDAP aan de macht gekomen was en het voetbal grondig herstructureerde werden slechts vier clubs uit de Westfaalse competitie toegelaten tot de Gauliga Niedersachsen waardoor VfL degradeerde. In 1935 speelde de club de eindronde om promotie en kon deze afdwingen na een zege tegen SV Linden 07. De club degradeerde meteen terug maar kon ook meteen terug promotie afdwingen. Bij de tweede poging werd de club meteen eerste samen met Hannover 96, echter kreeg deze club de titel toegewezen. In 1938/39 eindigden beide clubs weer samen eerste, maar nu werd Osnabrück kampioen. In de eindronde om de landstitel werd de club tweede in zijn groep achter Hamburger SV en voor Hindenburg Allenstein en SpVgg Blau-Weiß 1890 Berlin. De titel werd het seizoen erop verlengd en in de eindronde zat de club nu in een groep met Dresdner SC, Eimsbütteler TV en 1. SV Jena 03 en werd nu derde. In 1940/41 werd de club nog tweede achter Hannover 96 maar de volgende jaren speelde de club geen rol van betekenis meer.
Na WOII werden alle Duitse voetbalclubs ontbonden. De club werd heropgericht als 1. FSV Osnabrück en speelde in een lokale competitie. In 1946 werd de oude naam weer aangenomen. Vanaf 1947 ging de club in de Oberliga Nord spelen; op dat moment de nieuwe hoogste klasse. Na een derde plaats in de 1949/50 mocht VfL naar de nationale eindronde, waar de club in de eerste ronde voor 30.000 toeschouwers in Keulen verslagen werd door VfB Stuttgart. Na nog een vierde plaats werd de club in 1951/52 vicekampioen achter Hamburger SV. In de eindronde speelde de club in groepsfase met VfB Stuttgart, Rot-Weiss Essen en Tennis Borussia Berlin en werd gedeeld derde hierin. Na enkele plaatsen in de middenmoot eindigde de club eind jaren vijftig weer enkele keren derde.
Na de start van de Bundesliga in 1963 werd de club in de Regionalliga Nord ingedeeld. Vanaf 1969 speelde de club vijf keer de eindronde voor promotie naar de Bundesliga maar faalde elke keer. De club bleef nog vele jaren in de 2. Bundesliga spelen, maar in 1994 degradeerde de club. In het seizoen 2009/10 werd VfL Osnabrück kampioen in de 3. Liga. De club promoveerde, maar in het volgende seizoen (2010/11) degradeerde de club weer naar de 3. Liga. In het seizoen 2017/18 eindigde de club op een 17e plaats; slechts zes punten boven de degradanten. Het seizoen 2018/19 verliep heel anders: vanaf de negende speelronde was VfL koploper en die positie werd niet meer afgestaan. VfL Osnabrück wordt voor de tweede keer kampioen van de 3. Liga (een record) en promoveert andermaal naar de 2. Bundesliga.

## Erelijst
- Gauliga Niedersachsen

1938, 1939
- Oberliga Nord

1969, 1970, 1971, 1985, 1999, 2000
- 3. Liga

2010, 2019

## Overzichtslijsten
| Niveau | Aantal | Periode (1947-2026)                                                                    |
| ------ | ------ | -------------------------------------------------------------------------------------- |
| I      | 16     | 1947-1963                                                                              |
| II     | 37     | 1963-1984, 1985-1993, 2000-2001, 2003-2004, 2007-2009, 2010-2011, 2019-2021, 2023-2024 |
| III    | 26     | 1984-1985, 1993-2000, 2001-2003, 2004-2007, 2009-2010, 2011-2019, 2021-2023, 2024-.... |

## Eindklasseringen vanaf 1964 (grafisch)
- 1964 6e
Regionalliga
- 1965 10e
Regionalliga
- 1966 7e
Regionalliga
- 1967 7e
Regionalliga
- 1968 7e
Regionalliga
- 1969 1e
Regionalliga
- 1970 1e
Regionalliga
- 1971 1e
Regionalliga
- 1972 2e
Regionalliga
- 1973 2e
Regionalliga
- 1974 3e
Regionalliga
- 1975 8e
2. Bundesliga
- 1976 6e
2. Bundesliga
- 1977 9e
2. Bundesliga
- 1978 16e
2. Bundesliga
- 1979 18e
2. Bundesliga
- 1980 8e
2. Bundesliga
- 1981 6e
2. Bundesliga
- 1982 13e
2. Bundesliga
- 1983 10e
2. Bundesliga
- 1984 19e
2. Bundesliga
- 1985 1e
Oberliga
- 1986 14e
2. Bundesliga
- 1987 6e
2. Bundesliga
- 1988 9e
2. Bundesliga
- 1989 14e
2. Bundesliga
- 1990 15e
2. Bundesliga
- 1991 14e
2. Bundesliga
- 1992 9e
2. Bundesliga
- 1993 20e
2. Bundesliga
- 1994 3e
Oberliga
- 1995 2e
Regionalliga
- 1996 5e
Regionalliga
- 1997 4e
Regionalliga
- 1998 3e
Regionalliga
- 1999 1e
Regionalliga
- 2000 1e
Regionalliga
- 2001 15e
2. Bundesliga
- 2002 8e
Regionalliga
- 2003 2e
Regionalliga
- 2004 18e
2. Bundesliga
- 2005 4e
Regionalliga
- 2006 10e
Regionalliga
- 2007 2e
Regionalliga
- 2008 12e
2. Bundesliga
- 2009 16e
2. Bundesliga
- 2010 1e
3. Liga
- 2011 16e
2. Bundesliga
- 2012 7e
3. Liga
- 2013 3e
3. Liga
- 2014 5e
3. Liga
- 2015 11e
3. Liga
- 2016 5e
3. Liga
- 2017 6e
3. Liga
- 2018 17e
3. Liga
- 2019 1e
3. Liga
- 2020 13e
2. Bundesliga
- 2021 16e
2. Bundesliga
- 2022 6e
3. Liga
- 2023 3e
3. Liga
- 2024 18e
2. Bundesliga
- 2025 14e
3. Liga

- Niveau 2
- Niveau 3

| Legenda niveautijdlijn | Legenda niveautijdlijn      | Legenda niveautijdlijn      | Legenda niveautijdlijn      | Legenda niveautijdlijn    | Legenda niveautijdlijn |
| Liga                   | Seizoen 1963/64 t/m 1973/74 | Seizoen 1974/75 t/m 1993/94 | Seizoen 1994/95 t/m 2007/08 | Seizoen 2008/09 tot heden | Opmerking              |
| ---------------------- | --------------------------- | --------------------------- | --------------------------- | ------------------------- | ---------------------- |
| Bundesliga             | Niveau I                    | Niveau I                    | Niveau I                    | Niveau I                  |                        |
| 2. Bundesliga          | --                          | Niveau II                   | Niveau II                   | Niveau II                 |                        |
| 3. Liga                | --                          | --                          | --                          | Niveau III                |                        |
| Regionalliga           | Niveau II                   | --                          | Niveau III                  | Niveau IV                 |                        |
| Oberliga               | --                          | Niveau III *                | Niveau IV                   | Niveau V                  | * vanaf 1978/79        |

## Seizoensresultaten vanaf 1948
| Seizoen | Competitie         | Niveau | Eindstand | DFB Pokal         | Opmerking |
| ------- | ------------------ | ------ | --------- | ----------------- | --- |
| 1947/48 | Oberliga Nord      | I      | 5         | --                | |
| 1948/49 | Oberliga Nord      | I      | 3         | --                | |
| 1949/50 | Oberliga Nord      | I      | 3         | --                | 8e finale Duits voetbalkampioenschap > VfB Stuttgart, 1-2                                                                           |
| 1950/51 | Oberliga Nord      | I      | 4         | --                | |
| 1951/52 | Oberliga Nord      | I      | 2         | --                | 3e Groep B Duits voetbalkampioenschap.                                                                                              |
| 1952/53 | Oberliga Nord      | I      | 4         | 8e finale         | < Rot-Weiss Essen, 0-2 |
| 1953/54 | Oberliga Nord      | I      | 12        | --                | |
| 1954/55 | Oberliga Nord      | I      | 9         | --                | |
| 1955/56 | Oberliga Nord      | I      | 10        | --                | |
| 1956/57 | Oberliga Nord      | I      | 6         | --                | |
| 1957/58 | Oberliga Nord      | I      | 4         | kwalificatieronde | < SC Tasmania 1900 Berlin, 1-1 n.v. / 1-3                                                                                           |
| 1958/59 | Oberliga Nord      | I      | 4         | --                | |
| 1959/60 | Oberliga Nord      | I      | 3         | --                | |
| 1960/61 | Oberliga Nord      | I      | 3         | --                | |
| 1961/62 | Oberliga Nord      | I      | 7         | --                | |
| 1962/63 | Oberliga Nord      | I      | 7         | --                | niet geplaatst voor de nieuwe Bundesliga                                                                                            |
| 1963/64 | Regionalliga Nord  | II     | 6         | 1e ronde          | < Eintracht Braunschweig: 0-3 |
| 1964/65 | Regionalliga Nord  | II     | 10        | 1e ronde          | < Alemannia Aachen: 1-3 |
| 1965/66 | Regionalliga Nord  | II     | 7         | --                | |
| 1966/67 | Regionalliga Nord  | II     | 7         | --                | |
| 1967/68 | Regionalliga Nord  | II     | 7         | --                | |
| 1968/69 | Regionalliga Nord  | II     | 1         | --                | 2e in promotiegroep 2 met Rot-Weiss Essen, Karlsruher SC, Tasmania 1900 Berlin en TuS Neuendorf                                     |
| 1969/70 | Regionalliga Nord  | II     | 1         | 1e ronde          | < Eintracht Frankfurt: 1-2 n.v.; 2e in promotiegroep 1 met Arminia Bielefeld, Karlsruher SC, SV Alsenborn en Tennis Borussia Berlin |
| 1970/71 | Regionalliga Nord  | II     | 1         | --                | 2e in promotiegroep 1 met VfL Bochum, FK Pirmasens, Karlsruher SC en Tasmania 1900 Berlin                                           |
| 1971/72 | Regionalliga Nord  | II     | 2         | --                | 2e in promotiegroep 1 met Wuppertaler SV, Borussia Neunkirchen, FC Bayern Hof en Tasmania 1900 Berlin                               |
| 1972/73 | Regionalliga Nord  | II     | 2         | --                | 4e in promotiegroep 2 met Rot-Weiss Essen, SV Darmstadt 98, SV Röchling Völklingen en Wacker 04 Berlin                              |
| 1973/74 | Regionalliga Nord  | II     | 3         | --                | |
| 1974/75 | 2. Bundesliga Nord | II     | 8         | 1e ronde          | < Borussia Neunkirchen: 0-2 |
| 1975/76 | 2. Bundesliga Nord | II     | 6         | 3e ronde          | < Eintracht Frankfurt: 0-3 |
| 1976/77 | 2. Bundesliga Nord | II     | 9         | 8e finale         | < 1. FC Nürnberg: 0-1 |
| 1977/78 | 2. Bundesliga Nord | II     | 16        | 3e ronde          | < TuS Langerwehe: 0-2 |
| 1978/79 | 2. Bundesliga Nord | II     | 18        | 8e finale         | < Rot-Weiß Oberhausen: 0-1 |
| 1979/80 | 2. Bundesliga Nord | II     | 8         | 8e finale         | < FC Schalke 04: 0-2 |
| 1980/81 | 2. Bundesliga Nord | II     | 6         | 8e finale         | < VfB Stuttgart: 1-3 |
| 1981/82 | 2. Bundesliga      | II     | 10        | 3e ronde          | < Hannover 96: 0-2 |
| 1982/83 | 2. Bundesliga      | II     | 13        | 1e ronde          | < VfB Stuttgart: 0-2 |
| 1983/84 | 2. Bundesliga      | II     | 15        | 2e ronde          | < Eintracht Braunschweig: 1-2 |
| 1984/85 | Oberliga Nord      | III    | 1         | 1e ronde          | < TSV Friesen Hänigsen: 2-5 n.v.; 1e in promotiegroep Nord met 5 clubs                                                              |
| 1985/86 | 2. Bundesliga      | II     | 14        | 2e ronde          | < SV Waldhof Mannheim: 1-4 |
| 1986/87 | 2. Bundesliga      | II     | 6         | 1e ronde          | < Bayer 04 Leverkusen: 0-6 |
| 1987/88 | 2. Bundesliga      | II     | 9         | 1e ronde          | < FSV Salmrohr: 0-2 |
| 1988/89 | 2. Bundesliga      | II     | 14        | 2e ronde          | < Hamburger SV: 0-1 |
| 1989/90 | 2. Bundesliga      | II     | 15        | kwartfinale       | < Eintracht Braunschweig: 2-3 |
| 1990/91 | 2. Bundesliga      | II     | 14        | 2e ronde          | < SG Wattenscheid 09: 1-2 n.v. |
| 1991/92 | 2. Bundesliga      | II     | 9         | 2e ronde          | < Rot-Weiß Hasborn: 1-1 (4-5 n.s.)                                                                                                  |
| 1992/93 | 2. Bundesliga      | II     | 20        | 8e finale         | < Eintracht Frankfurt: 1-3; instroom clubs uit Oost-Duitsland                                                                       |
| 1993/94 | Oberliga Nord      | III    | 3         | 1e ronde          | < Hannover 96: 0-4; 3e in groep Noord van Duits amateurkampioenschap                                                                |
| 1994/95 | Regionalliga Nord  | III    | 2         | --                | Duits amateurkampioen > Stuttgarter Kickers: 4-2 n.v.                                                                               |
| 1995/96 | Regionalliga Nord  | III    | 5         | 1e ronde          | < SV Waldhof Mannheim: 0-1 n.v. |
| 1996/97 | Regionalliga Nord  | III    | 4         | --                | |
| 1997/98 | Regionalliga Nord  | III    | 3         | --                | finalist Niedersachsenpokal > Hannover 96: 3-3 (2-4 n.s.)                                                                           |
| 1998/99 | Regionalliga Nord  | III    | 1         | 1e ronde          | < 1. FC Nürnberg, 0-2; promotie play-off > Chemnitzer FC: 1-0 / 2-0; 2e in vervolgserie met Kickers Offenbach en Eintracht Trier    |
| 1999/00 | Regionalliga Nord  | III    | 1         | 1e ronde          | < Energie Cottbus: 0-1; promotie play-off > 1. FC Union Berlin: 1-1 / 1-1 (8-7 n.s.)                                                |
| 2000/01 | 2. Bundesliga      | II     | 15        | 1e ronde          | < Hannover 96: 0-1 |
| 2001/02 | Oberliga Nord      | III    | 8         | 2e ronde          | < FC Bayern München: 0-2 |
| 2002/03 | Oberliga Nord      | III    | 2         | --                | |
| 2003/04 | 2. Bundesliga      | II     | 18        | 2e ronde          | < Hansa Rostock: 0-0 (4-5 n.s.) |
| 2004/05 | Regionalliga Nord  | III    | 4         | 2e ronde          | < FC Bayern München: 2-3; winnaar Niedersachsenpokal > VfL Wolfsburg-amateurs: 1-1 (5-4 n.s.)                                       |
| 2005/06 | Regionalliga Nord  | III    | 10        | 2e ronde          | < 1. FSV Mainz 05: 2-2 (2-4 n.s.); finalist Niedersachsenpokal > BV Cloppenburg: 2-2 (4-6 n.s.)                                     |
| 2006/07 | Regionalliga Nord  | III    | 2         | 8e finale         | < Hertha BSC: 0-3; finalist Niedersachsenpokal > SV Wilhelmshaven: 1-3                                                              |
| 2007/08 | 2. Bundesliga      | II     | 12        | 1e ronde          | < Borussia Mönchengladbach: 0-1 |
| 2008/09 | 2. Bundesliga      | II     | 16        | 1e ronde          | < FSV Frankfurt: 0-2; Relegation > SC Paderborn 07: 0-1 / 0-1                                                                       |
| 2009/10 | 3. Liga            | III    | 1         | kwartfinale       | < FC Schalke 04: 0-1; finalist Niedersachsenpokal > SV Wilhelmshaven: 2-2 (4-6 n.s.)                                                |
| 2010/11 | 2. Bundesliga      | II     | 16        | 1e ronde          | < 1. FC Kaiserslautern: 2-3 n.v.; Relegation > Dynamo Dresden: 1-1, 1-3 n.v.                                                        |
| 2011/12 | 3. Liga            | III    | 7         | 1e ronde          | < TSV 1860 München: 2-3 n.v. |
| 2012/13 | 3. Liga            | III    | 3         | --                | Relegation > Dynamo Dresden, 1-0/0-2; winnaar Niedersachsenpokal > SV Wilhelmshaven: 4-2                                            |
| 2013/14 | 3. Liga            | III    | 5         | 1e ronde          | < 1. FC Union Berlin: 0-1 |
| 2014/15 | 3. Liga            | III    | 11        | --                | winnaar Niedersachsenpokal > SV Meppen: 0-0 (5-4 n.s.)                                                                              |
| 2015/16 | 3. Liga            | III    | 5         | 1e ronde          | < RB Leipzig: 0-2 |
| 2016/17 | 3. Liga            | III    | 6         | --                | winnaar Niedersachsenpokal > Lüneburger SK Hansa: 1-0                                                                               |
| 2017/18 | 3. Liga            | III    | 17        | 2e ronde          | < 1. FC Nürnberg: 2-3 |
| 2018/19 | 3. Liga            | III    | 1         | --                | |
| 2019/20 | 2. Bundesliga      | II     | 13        | 1e ronde          | < RB Leipzig: 2-3 |
| 2020/21 | 2. Bundesliga      | II     | 16        | 2e ronde          | < 1. FC Köln: 0-1; Relegation > FC Ingolstadt 04: 0-3, 3-1                                                                          |
| 2021/22 | 3. Liga            | III    | 6         | 2e ronde          | < SC Freiburg: 2-2 (2-3 n.s.) |
| 2022/23 | 3. Liga            | III    | 3         | --                | Direkte promotie omdat nr 2 SC Freiburg II niet mag promoveren; Winnaar Niedersachsenpokal > Atlas Delmenhorst (2012): 2-1          |
| 2023/24 | 2. Bundesliga      | II     | 18        | 1e ronde          | < 1. FC Köln: 1-3 n.v. |
| 2024/25 | 3. Liga            | III    | 14        | 1e ronde          | < SC Freiburg: 0-4; Finalist Niedersachsenpokal > TuS Blau-Weiß Lohne: 2-4                                                          |
| 2025/26 | 3. Liga            | III    | .         |                   | |

## Coachhistorie
- Emil Iszo (1963)
- Walter Komorowski (1963–1964)
- Karl-Heinz Marotzke (1964–1966)
- Radoslav Momirski (1968–1970)
- Fritz Langner (1970–1971)
- Erwin Türk (1971–1973)
- Klaus-Dieter Ochs (1974–1975)
- Reinhold Ertel (1975–1976)
- Siegfried Melzig (1976–1977)
- Eduard Sausmikat (1977)
- Reinhard Roder (1977–1978)
- Radoslav Momirski (1978–1979)
- Helmut Kalthoff (1979)
- Gerd Bohnsack (1979–1980)
- Werner Biskup (1980–1981)
- Bernd Hoss (1981)
- Carl-Heinz Rühl (1981–1984)
- Rolf Grünther (1985–1988)
- Antun Rudinski (1988–1989)
- Rolf Schafstall (1989–1990)
- Roland Koch (1990)
- Rolf Grünther (1990–1991)
- Ulrich Sude (1991–1992)
- Hubert Hüring (1992–1993)
- Werner Biskup (1993–1994)
- Heiko Flottmann (1994–1995)
- Herbert Mühlenberg (1995–1997)
- Hans-Werner Moors (1997–1998)
- Gerd-Volker Schock (1998–1999)
- Wolfgang Sidka (1999–2000)
- Michael Lorkowski (2000)
- Lothar Gans (2000)
- Jürgen Gelsdorf (2000–2003)
- Frank Pagelsdorf (2003–2004)
- Thorsten Haas (2004)
- Claus-Dieter Wollitz (2004–2009)
- Karsten Baumann (2009–2011)
- Joe Enochs (2011)
- Heiko Flottmann (2011)
- Uwe Fuchs (2011)
- Claus-Dieter Wollitz (2012–13)
- Alexander Ukrow (2013)
- Maik Walpurgis (2013–)

## Selectie 2020/2021
| No.           | Naam                 | Nationaliteit              | Geboortedatum     | # Interlands | Vorige club                    |
| ------------- | -------------------- | -------------------------- | ----------------- | ------------ | ------------------------------ |
| Keepers       |                      |                            |                   |              |                                |
| 1             | Moritz Nicolas       | Duitsland                  | 21 oktober 1997   |              | 1. FC Union Berlin (gehuurd)   |
| 21            | Laurenz Beckemeyer   | Duitsland                  | 16 april 2000     |              | Eigen jeugd                    |
| 22            | Philipp Kühn         | Duitsland                  | 2 september 1992  |              | SV Drochtersen/Assel           |
| 32            | David Buchholz       | Duitsland                  | 5 augustus 1984   |              | SV Straelen                    |
| Verdedigers   |                      |                            |                   |              |                                |
| ?             | Timo Beermann        | Duitsland                  | 10 december 1990  |              | 1. FC Heidenheim 1846          |
| 4             | Lukas Gugganig       | Oostenrijk                 | 14 februari 1995  |              | SpVgg Greuther Fürth           |
| 5             | Konstantin Engel     | Kazachstan                 | 27 juli 1988      | 10           | FK Astana                      |
| 13            | Ken Reichel          | Duitsland                  | 19 december 1986  |              | 1. FC Union Berlin             |
| 17            | Adam Sušac           | Kroatië                    | 20 mei 1989       |              | FC Erzgebirge Aue              |
| 18            | Maurice Trapp        | Duitsland                  | 31 december 1991  |              | Chemnitzer FC                  |
| 19            | Kevin Wolze          | Duitsland                  | 9 maart 1990      |              | MSV Duisburg                   |
| 33            | Timo Beermann        | Duitsland                  | 10 december 1990  |              | 1. FC Heidenheim 1846          |
| Middenvelders |                      |                            |                   |              |                                |
| 6             | Ludovit Reis         | Nederland                  | 1 juni 2000       |              | FC Barcelona-B                 |
| 7             | Bashkim Ajdini       | Duitsland                  | 10 december 1992  |              | SG Sonnenhof Großaspach        |
| 8             | Ulrich Taffertshofer | Duitsland                  | 14 februari 1992  |              | SpVgg Unterhaching             |
| 10            | Niklas Schidt        | Duitsland                  | 1 maart 1998      |              | Werder Bremen                  |
| 23            | David Blacha         | Duitsland                  | 22 oktober 1990   |              | SV Wehen Wiesbaden             |
| 26            | Sebastiaan Klaas     | Duitsland                  | 30 juni 1998      |              | Ibbenbürener Spvg              |
| 28            | Tim Möller           | Duitsland                  | 19 maart 1999     |              | Sportfreunde Lotte, einde huur |
| 29            | Bryan Henning        | Duitsland                  | 16 maart 1995     |              | FC Wacker Innsbruck            |
| 30            | Maurice Mülthaup     | Duitsland                  | 15 december 1996  |              | 1. FC Heidenheim 1846          |
| 35            | Marc Augé            | Duitsland                  | 6 maart 2001      |              | TuS Glane                      |
| 37            | Sebastian Kerk       | Duitsland                  | 17 april 1994     |              | 1. FC Nürnberg                 |
| Aanvallers    |                      |                            |                   |              |                                |
| 9             | Christian Santos     | Venezuela                  | 24 maart 1988     |              | Deportivo La Coruña            |
| 11            | Jay-Roy Grot         | Nederland                  | 13 maart 1998     |              | Leeds United AFC               |
| 14            | Etienne Amenyido     | Duitsland                  | 1 maart 1998      |              | Borussia Dortmund II           |
| 15            | Sebastian Müller     | Duitsland                  | 23 januari 2001   |              | Arminia Bielefeld (gehuurd)    |
| 16            | Ulrich Bapoh         | Duitsland Kameroen         | 29 juni 1999      |              | VfL Bochum                     |
| 20            | Marc Heider          | Duitsland Verenigde Staten | 18 mei 1986       |              | Holstein Kiel                  |
| 27            | Luc Ihorst           | Duitsland                  | 7 maart 2000      |              | Werder Bremen II (gehuurd)     |
| Trainers      |                      |                            |                   |              |                                |
| T             | Markus Feldhoff      | Duitsland                  | 29 augustus 1974  |              | Hertha BSC (assistent)         |
| AT            | Tim Danneberg        | Duitsland                  | 23 april 1986     |              | VfL Osnabrück-speler           |
| AT            | Florian Fulland      | Duitsland                  | 15 september 1984 |              | VfL Osnabrück U19              |

Stand: 4 maart 2021

## Bekende (ex-)spelers
- Joost van Aken
- Kristoffer Andersen
- Thijs Bouma
- Jimmy Hartwig
- Rouwen Hennings
- Fouad Idabdelhay
- Dave de Jong
- Jean-Paul de Jong
- Kevin Kampl
- Erwin Kostedde
- Udo Lattek
- Patrick Owomoyela
- Jules Reimerink
- Christian Santos
- Claus-Dieter Wollitz
- Joël Zwarts